# 埃尔波特尔 (佛罗里达州)
埃尔波特尔（英語：El Portal），是美国佛罗里达州邁阿密-戴德縣下属的一座乡村。建立于1937年。面积约为1.1平方公里（约合0.4平方英里）。根据2010年美国人口普查，该市有人口2,325人。论人口在本州排行第271。